# Montbartier
Montbartier è un comune francese di 1 289 abitanti situato nel dipartimento del Tarn e Garonna nella regione dell'Occitania.

## Monumenti

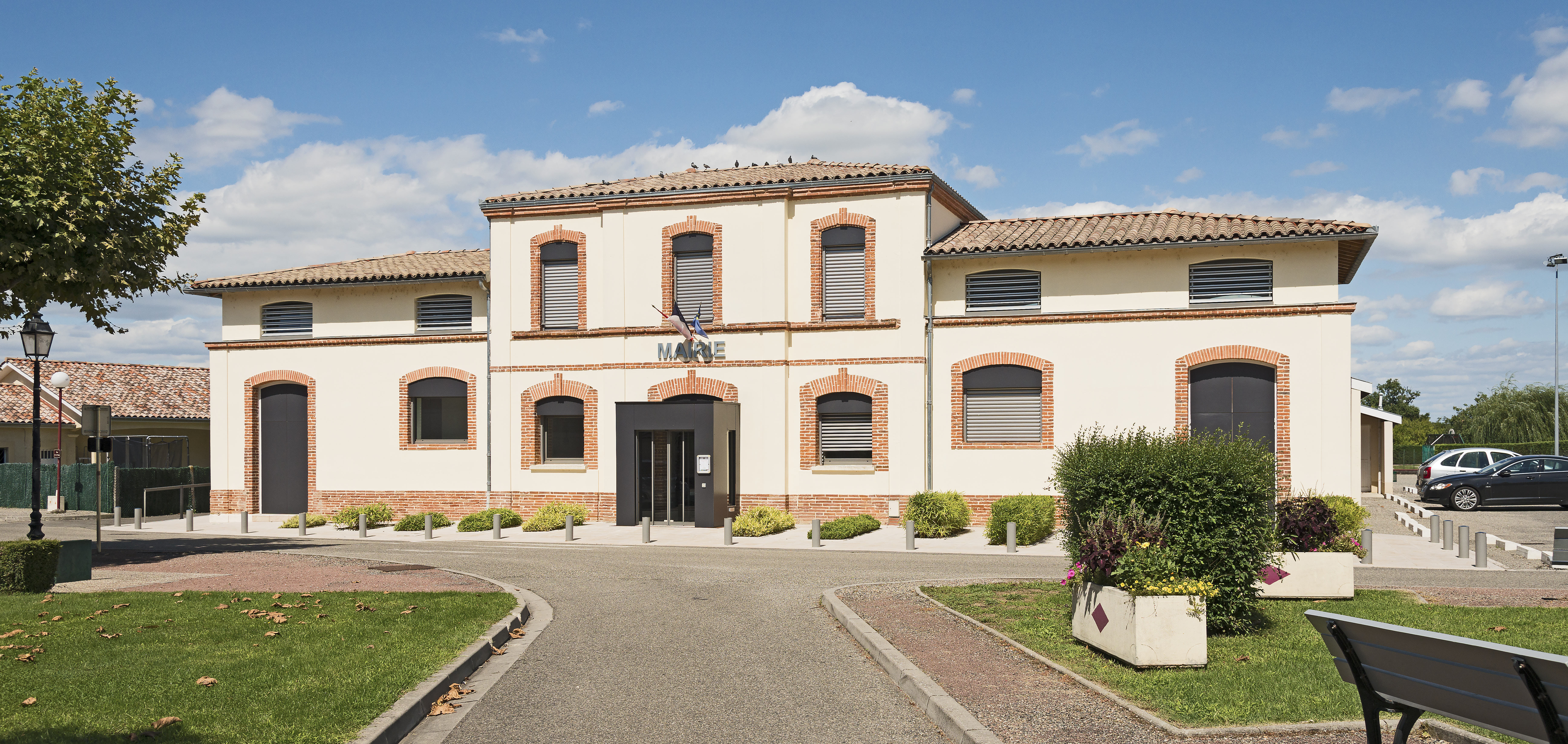
Il municipio
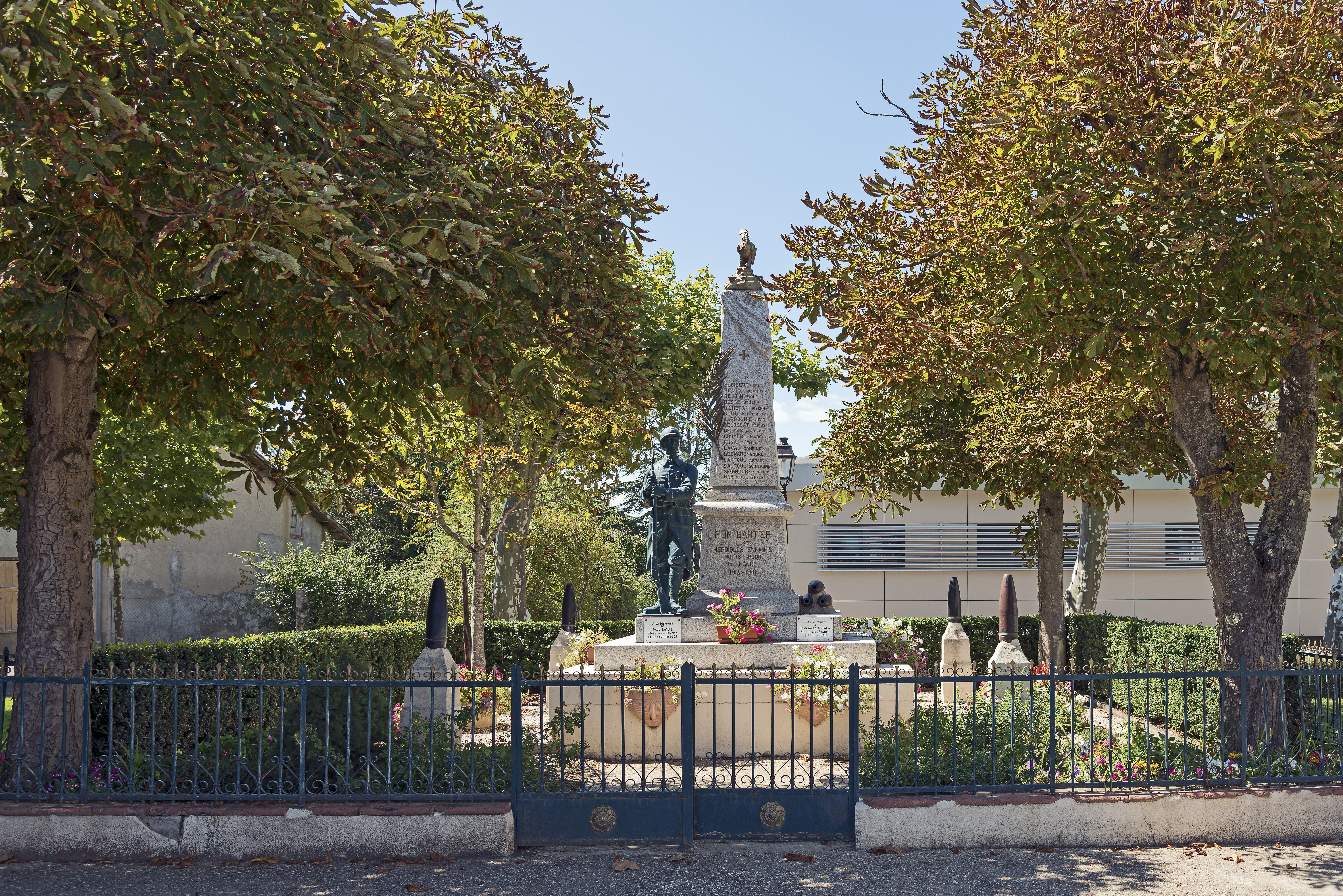
Il monumento ai caduti
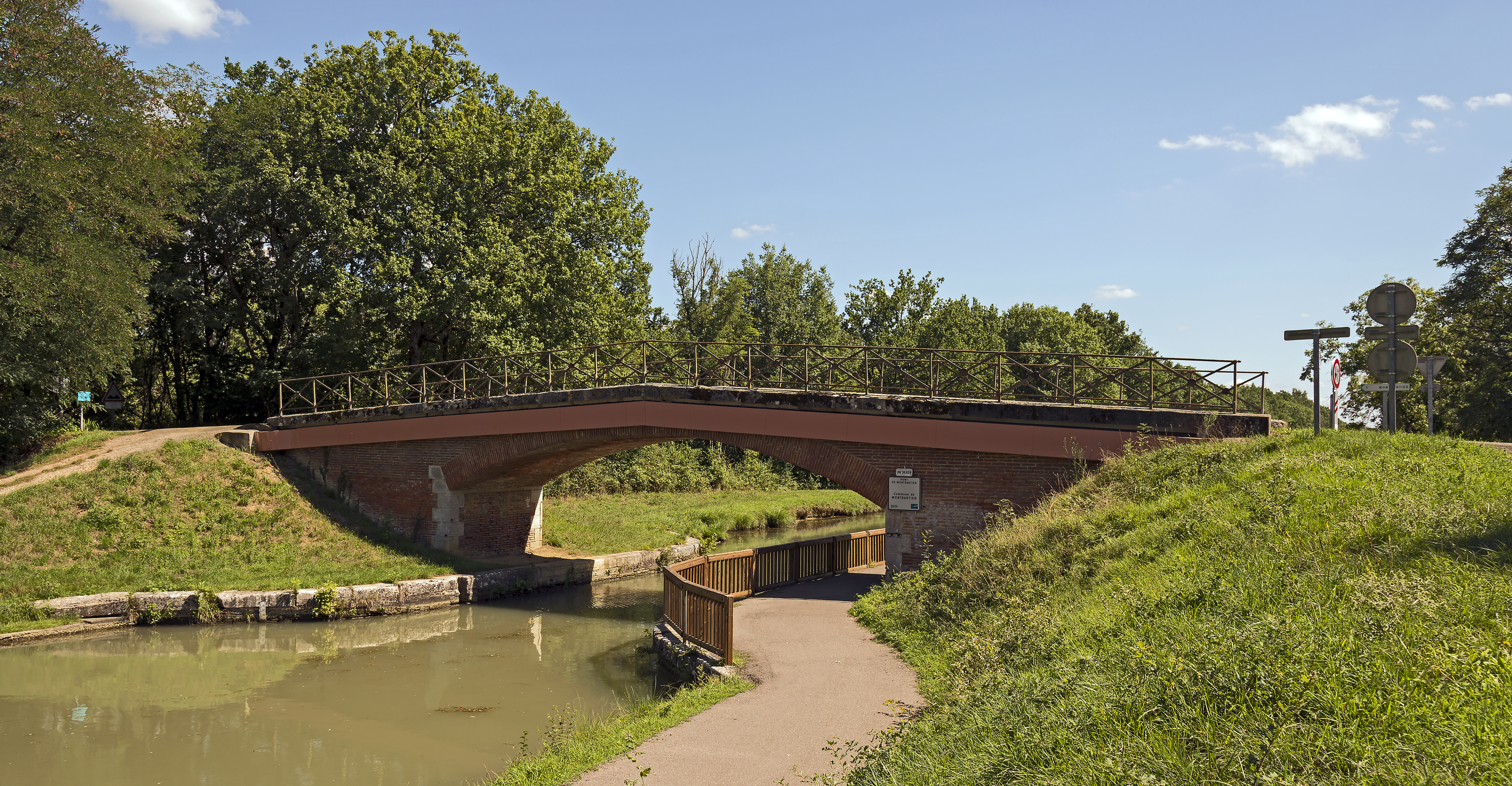
Il ponte sul "canale laterale a la Garonne".

## Società

### Evoluzione demografica
Abitanti censiti